# Jürgen Kißner

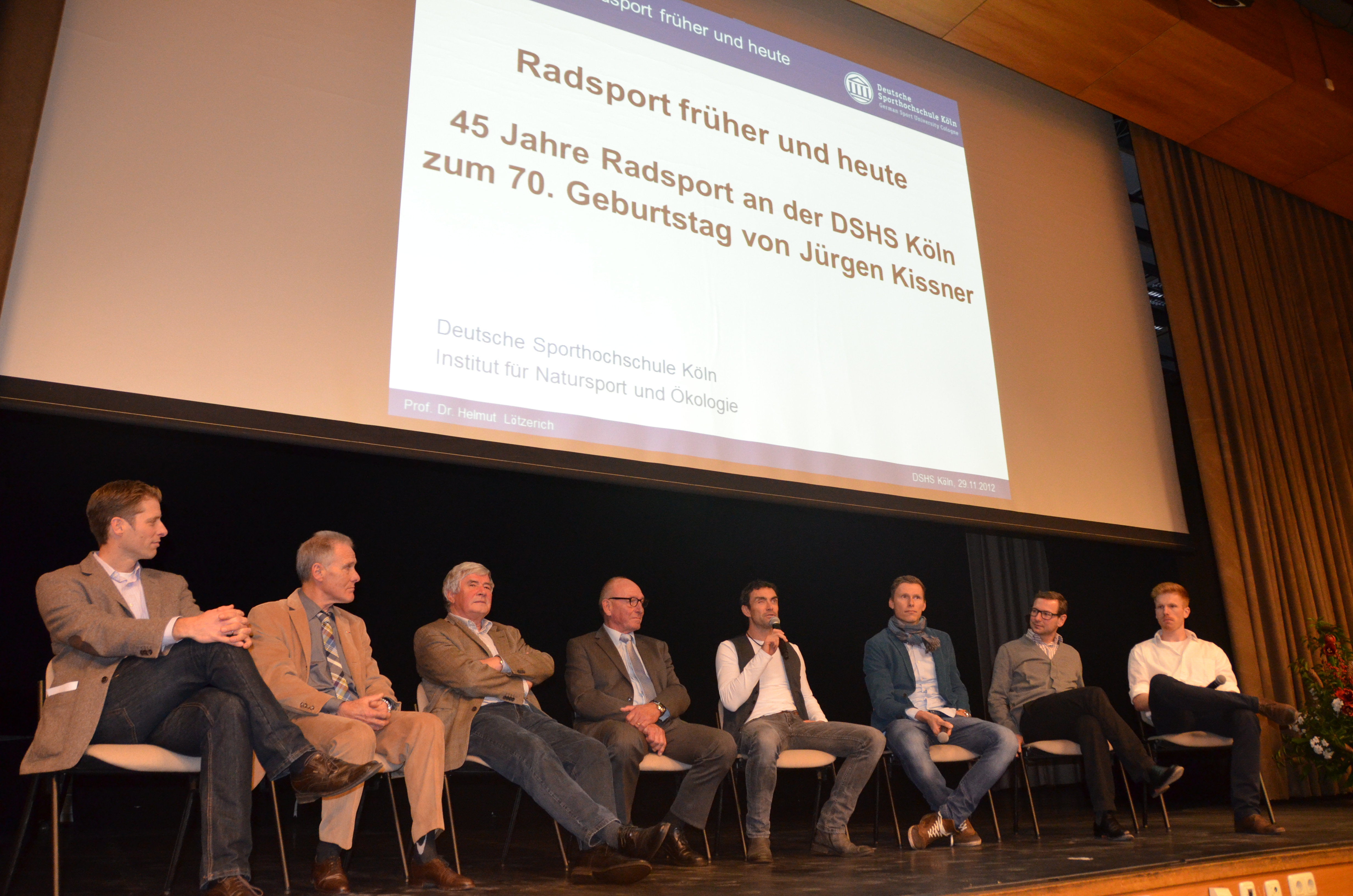
Die Veranstaltung „Radsport früher und heute“ zu Ehren von Jürgen Kißner, v. l. n. r.: Achim Schmidt, Udo Hempel, Karl Link, Jürgen Kißner, Marcel Wüst, Christian Knees, René Wolff, Sven Meyer

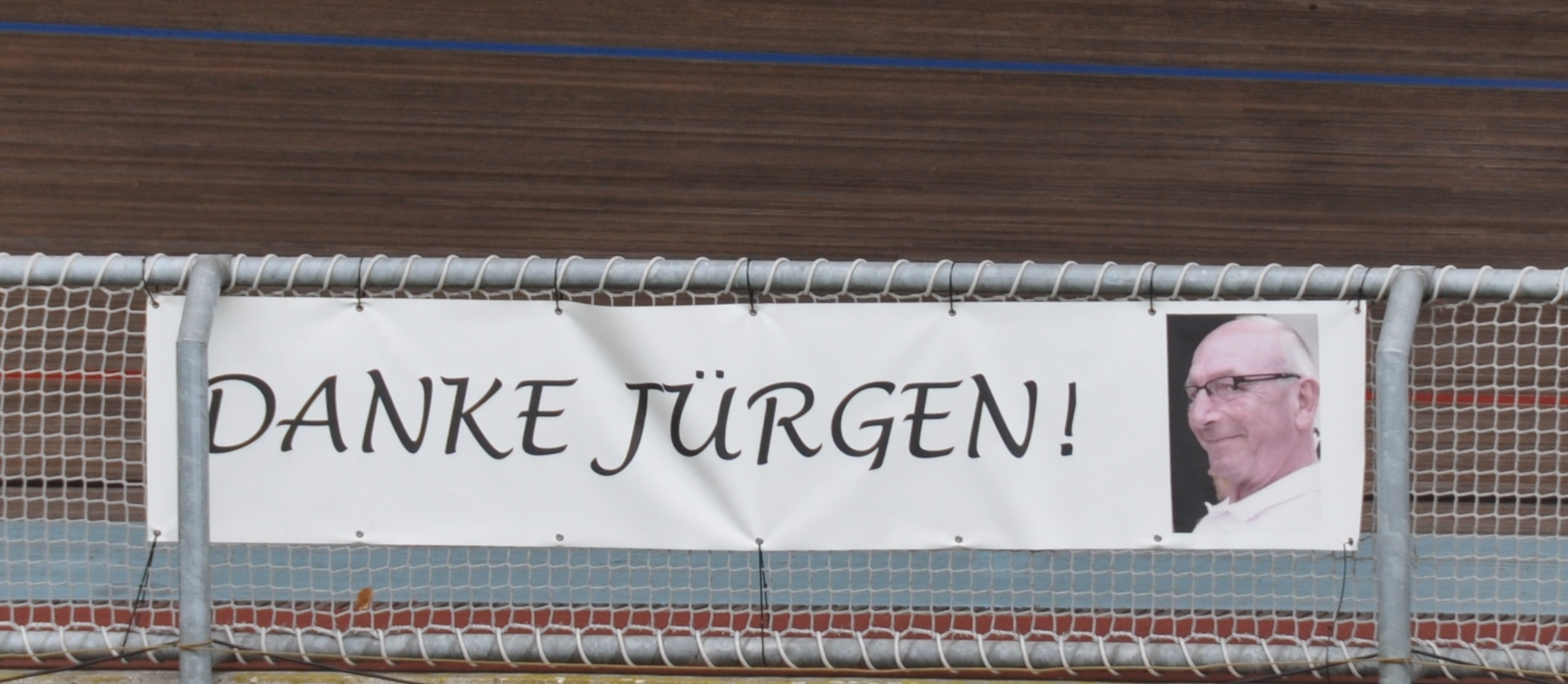
Banner zur Erinnerung an Kißner im Radstadion Köln

Jürgen Kißner (* 18. August 1942 in Luckau, Brandenburg; † 18. Mai 2019 in Köln) war ein deutscher Radrennfahrer und Sportlehrer.

## Sportler in der DDR
Jürgen Kißner begann in der DDR 1956 bei der Polizeisportgemeinschaft SG Dynamo Cottbus mit dem Radsport und gewann in der Folge 50 Jugendrennen auf Straße und Bahn. Im Jahre 1960 wurde er DDR-Jugendmeister in der Einerverfolgung über 2000 Meter und fuhr als Ersatzmann für die Verfolgungs-Mannschaft zu den Olympischen Spielen in Rom, kam aber nicht zum Einsatz. 1963 wurde er zum TSC Berlin, dem Ost-Berliner Trainingsstützpunkt für die Bahnradsportler, delegiert; anschließend wurde er zweimal DDR-Meister mit dem Bahnvierer.
Vor dem Ausscheidungsrennen am 19. September 1964 zwischen den Mannschaften der Bundesrepublik und der DDR für die gesamtdeutsche Mannschaft bei den Olympischen Spielen im Jahre 1964 ersuchte Kißner in Köln um politisches Asyl und kehrte nicht in die DDR zurück, sondern blieb in Köln.

## Sportler in der Bundesrepublik
Der Radsportverband der DDR forderte von der UCI eine vierjährige Sperre Kißners, um zu verhindern, dass er bei den kommenden Olympischen Spielen für die Bundesrepublik antreten konnte. Die UCI kam dieser Forderung jedoch nicht nach. Nach einer halbjährigen Sperre konnte Jürgen Kißner für den Bund Deutscher Radfahrer wieder Rennen fahren. Mit dem Bahn-Vierer belegte er 1966 bei den Bahn-Weltmeisterschaften den zweiten und 1967 den dritten Platz. 1966 wurde er bundesdeutscher Meister in der Einerverfolgung und im Omnium, im Jahr darauf erneut im Omnium.
Kißner fuhr im Winter erfolgreich Sechstagerennen für Amateure, die zu jener Zeit im Rahmenprogramm fast aller deutschen Bahnen ausgetragen wurden. Mit seinem Partner Ingo Rossbach gewann er im Januar 1967 das Rennen in Köln.
Bei den Olympischen Spielen 1968 in Mexiko-Stadt berührte Kißner im Finale der Mannschaftsverfolgung seinen Mannschaftskollegen Karl-Heinz Henrichs, um eine Kollision zu vermeiden, wie er später sagte. Daraufhin wurde der Vierer (mit Henrichs, Udo Hempel und Karl Link unter Trainer Gustav Kilian) zunächst disqualifiziert, da dies von der Jury als unerlaubtes „Anschieben“ interpretiert wurde. Ein Jahr später wurde dem deutschen Bahnrad-Vierer nachträglich die Silbermedaille zugesprochen.
Kißner startete auch bei Straßenrennen; hierbei gelang ihm Anfang Mai 1967 der Sieg im traditionsreichen Rund um Köln, als er kurz vor dem Ziel die Straßenspezialisten mit einem erfolgreichen Ausreißversuch überraschte.

## Dozent, Lehrer und Trainer
Neben seiner radsportlichen Karriere studierte Jürgen Kißner ab 1964 an der Deutschen Sporthochschule in Köln. Von 1969 an arbeitete er als Landestrainer in Nordrhein-Westfalen und begleitete als Betreuer die Radsportler Udo Hempel und Günther Schumacher zu den Olympischen Spielen 1972 in München. Von 1972 bis zu seiner Pensionierung im Jahre 2007 war er Lehrer für Sport und Biologie an der Gesamtschule in Köln-Rodenkirchen und begründete dort eine Ruder- sowie eine Radsport-AG. Zeitgleich rief er einen „Freundeskreis Radsport“ an der Kölner Sporthochschule ins Leben. Aus diesem Engagement entstand schließlich das Fach Radsport, dessen erster Dozent Jürgen Kißner wurde. Im Dezember 2012 wurde sein 70. Geburtstag sowie das 45-jährige Bestehen des Faches Radsport an der Sporthochschule mit der Veranstaltung „Radsport früher und heute“ gefeiert. Auch nach seiner Verrentung war Kißner weiterhin als Lehrbeauftragter an der Sporthochschule aktiv, 2018 wurde er in seiner Tätigkeit als Tutor für den Bahnradsport ausgezeichnet. Bis wenige Tage vor seinem Tod war Kißner als Trainer auf der Albert-Richter-Bahn in Köln aktiv.
Kißner verstarb am 18. Mai 2019 und wurde auf dem Friedhof in Köln-Meschenich beigesetzt.

## Ausstellung
2011 wurden Leben und Flucht von Jürgen Kißner aus der DDR in der Ausstellung „ZOV Sportverräter – Spitzenathleten auf der Flucht“ im Berliner Willy-Brandt-Haus dargestellt.

## Erfolge
1963
- DDR-Meister – Mannschaftsverfolgung (mit Siegfried Köhler, Wolfgang Schmelzer und Bernd Barleben)

1964
- DDR-Meister – Mannschaftsverfolgung (mit Siegfried Köhler, Wolfgang Schmelzer und Bernd Barleben)

1966
- Amateur-Weltmeisterschaft – Mannschaftsverfolgung (mit Karl Link, Herbert Honz und Karl-Heinz Henrichs)
- Deutscher Amateur-Meister – Einerverfolgung, Omnium

1967
- Amateur-Weltmeisterschaft – Mannschaftsverfolgung (mit Karl-Heinz Henrichs, Rainer Podlesch und Karl Link)
- Rund um Köln (Amateure)
- Deutscher Amateur-Meister – Omnium

1968
- Olympische Spiele – Mannschaftsverfolgung (mit Udo Hempel, Karl Link und Karl-Heinz Henrichs)